# Ramón Sampedro
Ramon Sampedro (Porto do Son, 5 de janeiro de 1943 – Boiro, 12 de janeiro de 1998) foi um marinheiro e escritor espanhol. Tetraplégico desde os 25 anos, lutou na justiça pelo seu direito de morrer dignamente. Tendo em vista sua incapacidade física de suicidar-se, Ramon desejava que seus amigos e familiares pudessem o ajudar a morrer sem que cometessem algum delito.

## Biografia
Nasceu em 5 de janeiro de 1943 no Município de Puerto del Son. Com 18 anos entrou para a marinha mercante com a intenção de conhecer o mundo. Com 25 anos, sofreu um acidente ao mergulhar de cabeça na água e bater em uma pedra, fato que o deixou tetraplégico e preso à cama pelo resto de sua vida. Foi o primeiro cidadão espanhol a pedir pela eutanásia (suicídio assistido). Argumentava que era direito de cada pessoa dispor de sua própria vida e que, no seu caso, estava impossibilitado de fazê-lo sem auxílio de outras pessoas. Seu pedido foi negado pela justiça porque o Código Penal, então vigente, assim não o permitia. A legislação atual, igualmente, não permite o uso da eutanásia quando estipula: 
" Aquele que causar ou cooperar ativamente com atos necessários e diretos para a morte de outro, com pedido expresso, sério e inequívoco deste, no caso de a vítima sofrer de uma enfermidade grave a qual o conduziria, necessariamente, à morte ou a graves problemas permanentes e difíceis de suportar, será punido com as penas inferiores a um ou dois graus ou à prisão de 2 a 5 anos (por mera cooperação) ou prisão de 6 a 10 anos (quando a cooperação colaborou com a morte)" (tradução livre)
Ramon morreu, em 12 de janeiro de 1998, por envenenamento com cianeto de potássio, ajudado por sua amiga Ramona Maneiro. Ramona foi detida dias depois, não sendo, no entanto, julgada, em função da falta de provas. Sete anos depois, uma vez que o crime havia prescrito, ela admitiu ter facilitado a Ramon o acesso ao veneno e ter feito a gravação do vídeo em que este proferiu suas últimas palavras. 
Muitas pessoas alegaram ter auxiliado na preparação da morte de Sampedro, sendo inspiradas pela obra literária "Fonteovejuna", em que vários indivíduos se dizem culpados coletivamente para, assim, evitar que seja condenada uma única pessoa.

## Obras
Ramon escreveu os seguintes livros: "Cartas desde el Infierno (1996)" (Cartas do Inferno) que reuniu seus escritos até a publicação, e o livro de poemas "Cuando yo caiga" (Quando eu cair), publicado postumamente em 1998.

## Mar Adentro
Em 2004, Alejandro Amenábar levou ao cinema a história de Ramon com o filme Mar Adentro, protagonizado por Javier Bardem. O filme foi bem recebido pelo público e pela crítica, recebendo vários prêmios, entre eles, o Oscar de melhor filme estrangeiro e 14 prêmios Goya.